# Marnie
Marnie ist ein weiblicher Vorname.

## Herkunft und Bedeutung
Der Name bedeutet:
- aus dem Meer kommend
- am Meer lebend
- zum Meer gehörend

## Varianten
- Marni
- Marny
- Marna
- Marina

## Namensträgerinnen

### Vorname
- Marnie Dickens (* 1986), britische Drehbuchautorin
- Marnie McPhail (* 1966), kanadisch-US-amerikanische Schauspielerin, Synchronsprecherin und Sängerin
- Marnie Mosiman (* 1951), US-amerikanische Schauspielerin und Sängerin
- Marnie Schulenburg (1984–2022), US-amerikanische Theater- und Filmschauspielerin
- Marnie Stern (* 1976), US-amerikanische Musikerin und Komponistin
- Marnie Weber (* 1959), amerikanische Künstlerin

### Kunstfigur
- Marnie Edgar – Figur aus dem Film Marnie von Alfred Hitchcock, siehe Marnie (1964)